# Прапор Глинська
Пра́пор Гли́нська затверджений 24 травня 2006 р. рішенням II сесії Глинської сільської ради V скликання.

## Опис
Квадратне червоне полотнище, в центрі якого розташовані елементи герба — жовте серце з перехрещеними на ньому двома чорними стрілами вістрями донизу, над серцем — жовта корона.
Автори — В. Пархоменко, О. Лісниченко.